# ICO Crossminton Opatija Open
ICO Crossminton Opatija Open je međunarodni hrvatski crossminton turnir.

## Izdanja
| Rang 2018.-... International Series 2018.-... 250 bodova 2017. 250 bodova 2014.-'15. 125 bodova 2010.-'13. 250 bodova 2008.-'09. ?? bodova | Lokacije 2017.-... Opatija 2008.-'15. Ičići | Naziv turnira 2019.-... ICO CCA Crossminton Opatija Open 2017.-'18. ICO Crossminton Opatija Open Izdanje 2017. održano je pod nazivom 1. ICO Crossminton Opatija Open. 2014.-'15. ISBO CSBA Speed Badminton Opatija Open 2012.-'13. Opatija Speedminton Cup 2010.-'11. Opatija Speedminton® Open 2008.-'09. ?? |

| Broj država | Broj natjecatelja | Broj natjecatelja | Izdanje | Ref   | OPEN                 | OPEN                 | OPEN                                        | OPEN                                        | Žene OPEN            | Žene OPEN            | Žene OPEN                                   | Žene OPEN                                   | Mix parovi                                  | Mix parovi                                  |
| ----------- | ----------------- | ----------------- | ------- | ----- | -------------------- | -------------------- | ------------------------------------------- | ------------------------------------------- | -------------------- | -------------------- | ------------------------------------------- | ------------------------------------------- | ------------------------------------------- | ------------------------------------------- |
| Broj država | Broj natjecatelja | Broj natjecatelja | Izdanje | Ref   | Pojedinačno          | Pojedinačno          | Parovi                                      | Parovi                                      | Pojedinačno          | Pojedinačno          | Parovi                                      | Parovi                                      | Mix parovi                                  | Mix parovi                                  |
| Broj država | M                 | Ž                 | Izdanje | Ref   | Pobjednik            | Finalist             | Pobjednici                                  | Finalisti                                   | Pobjednica           | Finalistica          | Pobjednice                                  | Finalistice                                 | Pobjednici                                  | Finalisti                                   |
|             |                   |                   | 2020.   |       | Nepoznata kratica »« | Nepoznata kratica »« | Nepoznata kratica »« · Nepoznata kratica »« | Nepoznata kratica »« · Nepoznata kratica »« | Nepoznata kratica »« | Nepoznata kratica »« | Nepoznata kratica »« · Nepoznata kratica »« | Nepoznata kratica »« · Nepoznata kratica »« | Nepoznata kratica »« · Nepoznata kratica »« | Nepoznata kratica »« · Nepoznata kratica »« |
|             |                   |                   | 2019.   | [ 1 ] | Marin Ružić          | Alen Baumkirher      | Alen Baumkirher Bojan Jerman                | Gala Zukić Jasmin Zukić                     | —                    | —                    | —                                           | —                                           | —                                           | —                                           |
|             |                   |                   | 2018.   | [ 2 ] | Paula Barković       | Marin Ružić          | Alen Baumkirher Marin Ružić                 | Bojan Jerman Dejan Mikuš                    | —                    | —                    | —                                           | —                                           | —                                           | —                                           |
|             |                   |                   | 2017.   | [ 3 ] | Jaša Jovan           | Marin Ružić          | Jaša Jovan Silvo Vidmar                     | Paula Barković Nikola Kučina                | —                    | —                    | —                                           | —                                           | —                                           | —                                           |
|             |                   |                   | 2016.   |       | —                    | —                    | —                                           | —                                           | —                    | —                    | —                                           | —                                           | —                                           | —                                           |
|             |                   |                   | 2015.   | [ 4 ] | Dasen Jardas         | Ivor Ilić            | —                                           | —                                           | —                    | —                    | —                                           | —                                           | —                                           | —                                           |
|             |                   |                   | 2014.   | [ 5 ] | Dasen Jardas         | Alen Baumkirher      | Krisztina Bognar Ágnes Darnyik              | Tamás Dózsa Zsolt Petho                     | Krisztina Bognar     | Ágnes Darnyik        | —                                           | —                                           | —                                           | —                                           |
|             |                   |                   | 2013.   | [ 6 ] | Samo Lipuscek        | Miha Avberšek        | —                                           | —                                           | Jasmina Keber        | Ágnes Darnyik        | —                                           | —                                           | —                                           | —                                           |
|             |                   |                   | 2012.   | [ 7 ] | Samo Lipuscek        | Miha Avberšek        | —                                           | —                                           | Jasmina Keber        | Tea Grofelnik        | —                                           | —                                           | —                                           | —                                           |
|             |                   |                   | 2011.   | [ 8 ] | Samo Lipuscek        | Marin Ružić          | —                                           | —                                           | Helena Halas         | Nina Lipuscek        | —                                           | —                                           | —                                           | —                                           |
|             |                   |                   | 2010.   | [ 9 ] | Damir Ilić           | Mišel Mihetić        | —                                           | —                                           | —                    | —                    | —                                           | —                                           | —                                           | —                                           |
|             |                   |                   | 2009.   |       | Nepoznata kratica »« | Nepoznata kratica »« | Nepoznata kratica »« · Nepoznata kratica »« | Nepoznata kratica »« · Nepoznata kratica »« | Nepoznata kratica »« | Nepoznata kratica »« | Nepoznata kratica »« · Nepoznata kratica »« | Nepoznata kratica »« · Nepoznata kratica »« | Nepoznata kratica »« · Nepoznata kratica »« | Nepoznata kratica »« · Nepoznata kratica »« |
|             |                   |                   | 2008.   |       | Nepoznata kratica »« | Nepoznata kratica »« | Nepoznata kratica »« · Nepoznata kratica »« | Nepoznata kratica »« · Nepoznata kratica »« | Nepoznata kratica »« | Nepoznata kratica »« | Nepoznata kratica »« · Nepoznata kratica »« | Nepoznata kratica »« · Nepoznata kratica »« | Nepoznata kratica »« · Nepoznata kratica »« | Nepoznata kratica »« · Nepoznata kratica »« |

### Statistika (2019.)
|   | Igrač(ica)    | Pobjede | Pobjede | Pobjede | Pobjede | Finala |
| Σ | Igrač(ica)    | S       | D       | X       |         | Finala |
| - | ------------- | ------- | ------- | ------- | ------- | ------ |
| M | Samo Lipuscek | 3       | 3       | 0       | 0       | 3      |
|   |               |         |         |         |         |        |
| Ž | Ágnes Darnyik |         |         |         |         | 3*     |
| M | Marin Ružić   |         |         |         |         | 5*     |

|        | Parovi | Parovi | Pobjede | Finala |  |  |
| ------ | ------ | ------ | ------- | ------ |  |  |
| open/Ž | [[]]   | [[]]   | Pobjede | Finala |  |  |